# Alte Synagoge (Bad Kissingen)

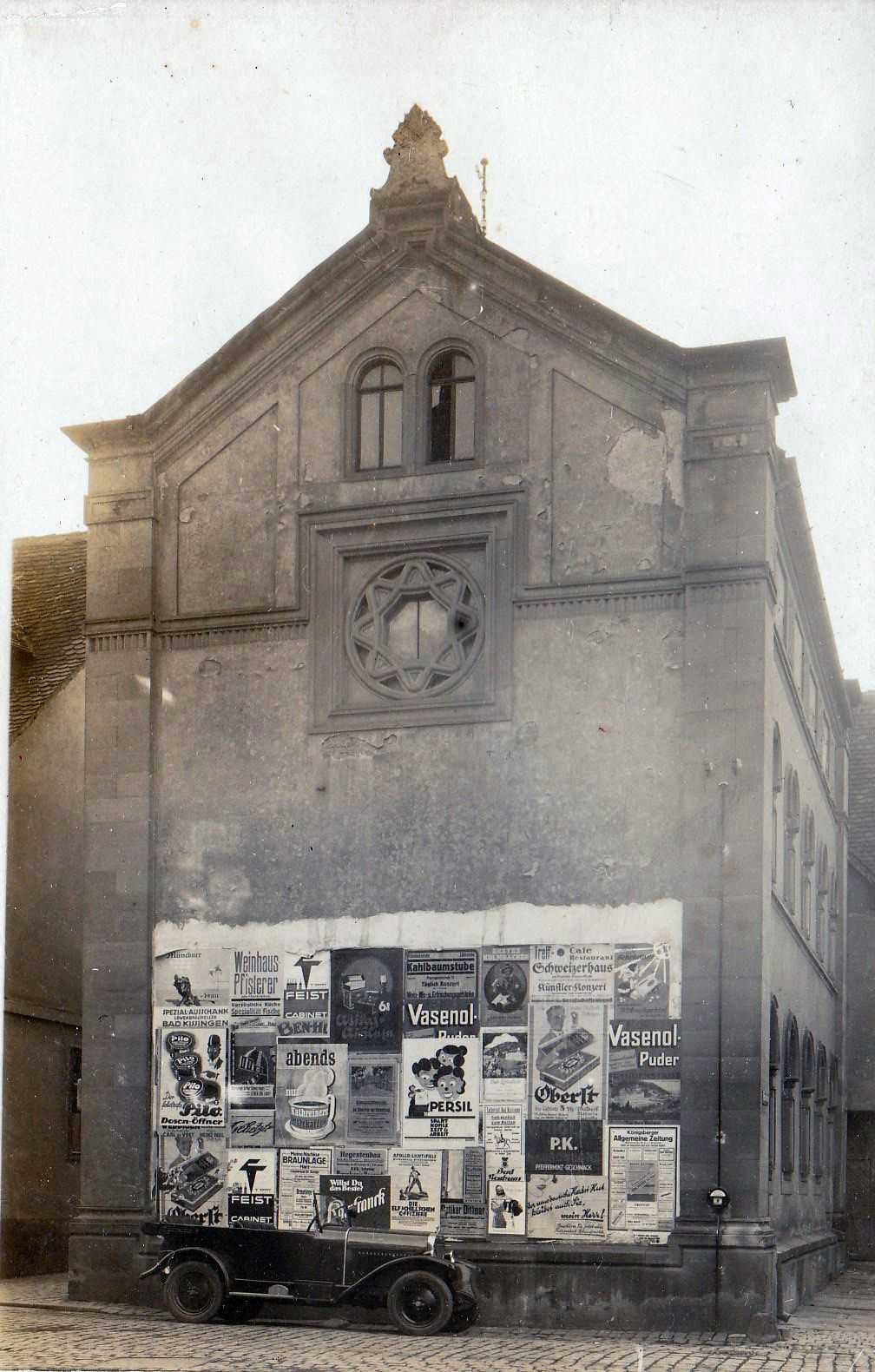
Alte Synagoge von Bad Kissingen (vor 1927)

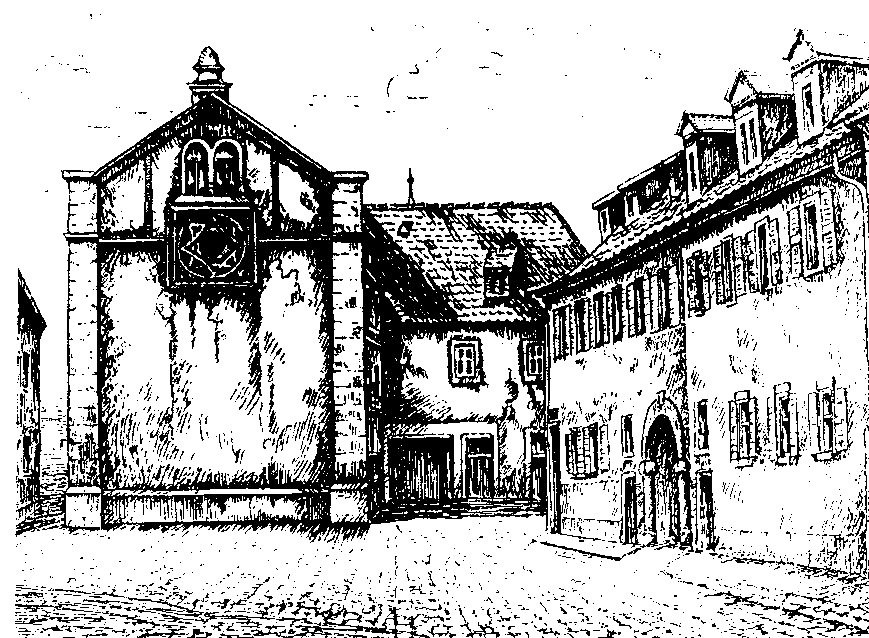
Zeichnung mit der alten Synagoge

Die Alte Synagoge in Bad Kissingen, einer Stadt im bayerischen Regierungsbezirk Unterfranken, wurde 1851/52 in der Bachstraße erbaut.

## Geschichte
Im Jahr 1705 wurde eine erste Synagoge unweit des Judenhofes erbaut. An der Stelle dieser Synagoge wurde 1851/52 ein Neubau errichtet, der auf Grund der schnell wachsenden Zahl der jüdischen Gemeindeglieder zu klein wurde. Deshalb errichtete man 1900 bis 1902 die Neue Synagoge.
Die alte Synagoge wurde 1904 an die Gemeinde Bad Kissingen verkauft, die das Gebäude 1927/28 abreißen ließ.